# Collinsia spetsbergensis
Collinsia spetsbergensis là một loài nhện trong họ Linyphiidae.
Loài này thuộc chi Collinsia. Collinsia spetsbergensis được Tord Tamerlan Teodor Thorell miêu tả năm 1871.